# Lorenzo Williams
Lorenzo Williams (Ocala, Florida,  15 de julio de 1969) es un exjugador de baloncesto estadounidense que disputó siete temporadas en la NBA, además de jugar en varias ligas menores de su país y en la liga venezolana. Con 2,06 metros de estatura, jugaba en la posición de ala-pívot.

## Trayectoria deportiva

### Universidad
Tras pasar dos años en el Community College de Polk, jugó dos temporadas en los Hatters de la Universidad de Stetson, en las que promedió 8,5 puntos, 9,2 rebotes y 3,7 tapones por partido. Lideró la Atlantic Sun Conference en este último apartado en sus dos temporadas, siendo incluido en el segundo mejor quinteto de la conferencia en 1991.

### Profesional
Tras no ser elegido en el Draft de la NBA de 1991, jugó en diversas ligas menores de su país, hasta que en la temporada 1992-93 firmó contratos de 10 días con Charlotte Hornets, Orlando Magic y finalmente con Boston Celtics, quienes lo renovaron hasta el final de la misma, donde acabó promediando 1,5 puntos y 2,0 rebotes por partido.
Al año siguiente volvió a repetir temporada, volvindo a jugar temporalmente en los Magic y en los Hornets, hasta que firmó por diez días por Dallas Mavericks y acabó siendo renovado por dos temporadas. Jugó como especialista defensivo, pero saliendo desde el quinteto inicial. La más destacada fue la primera de ellas, en la que promedió 4,0 puntos, 8,4 rebotes y 1,8 tapones por partido.
Tras renunciar los Mavs a sus derechos, en 1996 ficha por los Washington Bullets, donde jugó tres temporadas pero en total sólo acumuló 41 partidos debido a las lesiones. Antes de retirarse jugó una temporada en los Marinos de Oriente de la liga venezolana, siendo elegido novato del año de la competición.

## Estadísticas de su carrera en la NBA

### Temporada regular
| Año     | Equipo     | PJ  | PT  | MPP  | %TC  | %3P  | %TL  | RPP | APP | ROB | TPP | PPP |
| ------- | ---------- | --- | --- | ---- | ---- | ---- | ---- | --- | --- | --- | --- | --- |
| 1992-93 | Charlotte  | 2   | 0   | 9.0  | .333 | –    | –    | 4.5 | .0  | .0  | 1.0 | 1.0 |
| 1992-93 | Orlando    | 3   | 0   | 3.3  | .000 | –    | –    | .7  | .0  | .3  | .3  | .0  |
| 1992-93 | Boston     | 22  | 7   | 6.9  | .516 | –    | .286 | 2.0 | .2  | .2  | .6  | 1.5 |
| 1993-94 | Orlando    | 3   | 0   | 6.3  | .167 | .000 | –    | 1.3 | .7  | .7  | 1.0 | .7  |
| 1993-94 | Charlotte  | 1   | 0   | 19.0 | .000 | .–   | –    | 4.0 | .0  | 1.0 | 2.0 | .0  |
| 1993-94 | Dallas     | 34  | 11  | 19.9 | .466 | –    | .429 | 6.1 | .7  | .4  | 1.2 | 3.2 |
| 1994-95 | Dallas     | 82  | 81  | 29.1 | .477 | –    | .376 | 8.4 | 1.5 | .6  | 1.8 | 4.0 |
| 1995-96 | Dallas     | 65  | 61  | 27.8 | .407 | .000 | .343 | 8.0 | 1.3 | .7  | 1.9 | 3.0 |
| 1996-97 | Washington | 19  | 0   | 13.9 | .645 | –    | .714 | 3.6 | .2  | .3  | .4  | 2.4 |
| 1997-98 | Washington | 14  | 6   | 7.9  | .765 | –    | .000 | 1.9 | .2  | .1  | .2  | 1.9 |
| 1999-00 | Washington | 8   | 0   | 9.5  | .778 | –    | –    | 3.1 | .1  | .4  | .8  | 1.8 |
| Total   | Total      | 253 | 166 | 21.9 | .469 | .000 | .377 | 6.3 | 1.0 | .5  | 1.4 | 3.0 |

### Playoffs
| Año   | Equipo     | PJ | PT | MPP | %TC   | %3P | %TL | RPP | APP | ROB | TPP | PPP |
| ----- | ---------- | -- | -- | --- | ----- | --- | --- | --- | --- | --- | --- | --- |
| 1993  | Boston     | 1  | 0  | 3.0 | 1.000 | –   | –   | 1.0 | .0  | .0  | .0  | 2.0 |
| 1997  | Washington | 2  | 0  | 2.5 | –     | –   | –   | .0  | .0  | .0  | .0  | .0  |
| Total | Total      | 3  | 0  | 2.7 | 1.000 | –   | –   | .3  | .0  | .0  | .0  | .7  |